# كريستيان داميانو
كريستيان داميانو (بالفرنسية: Christian Damiano)‏ هو مدرب كرة قدم ولاعب كرة قدم فرنسي في مركز الدفاع، ولد في 9 مارس 1950 في أنتيب في فرنسا. لعب مع نادي نيس.